# Ford N
El Ford N fue un automóvil de bajo precio, producido por la Ford Motor Company en Estados Unidos, fue introducido en el mercado del automóvil en el año 1906 como sucesor de los modelos de Ford A, Ford C y Ford F.

## Historia
El Modelo N se diferenció de sus predecesores con un motor de 4 cilindros, de 15 Hp y con la distancia entre ejes de 2.100 mm.
Fue un modelo exitoso, fabricándose 7.000 unidades de este modelo hasta el año 1908. Su valor era de $ 500 (dólares), fue visto como muy accesible en ese momento, en comparación con el Oldsmobile Runabout, que costaba $ 650 (dólares).

## Ford R
El Modelo R fue una versión mejorada del Modelo N, era un poco más grande y tenía lámparas de aceite, este modelo se fabricó en el año 1907 durante los meses de abril a octubre y se produjeron 2.500 unidades, su color de fábrica era rojo y la diferencia de precio era de $ 150 (dólares). 

## Ford S
El Modelo S fue otra variante del modelo de N de Ford, estos vehículos tenían el volante a la derecha y fueron los últimos en producirse de esta manera. Le incorporaron una capota, porta paraguas y lámparas que funcionaban con gas. El modelo básico se vendía por 700 dólares. Se vendieron 3.750 unidades de este modelo entre 1907 y 1909.